# 十月围城 (电影)
《十月围城》（英語：Bodyguards and Assassins）是一部於2009年上映的香港歷史動作片，由陳德森執導，董瑋和李達超任動作指導，甄子丹、王學圻、梁家輝、谢霆锋、胡軍、范冰冰、李宇春、黎明主演。
2010年4月18日，本片於第29屆香港電影金像獎中獲提名競逐合共18個獎項，為金像獎創立以來獲提名獎項數量最多的電影之一（另一部是2025年第43屆香港電影金像獎中的《破·地獄》）。最終，《十月圍城》於該屆金像獎中獲頒最佳電影、最佳導演等合共8個獎項，成為該屆金像獎大贏家。

## 劇情
1901年1月，兴中会前会长楊衢雲在香港向學生们宣传革命和民主思想，被清廷派遣的武官閻孝國枪殺，香港局势一时间阴云密布。
1906年10月，革命党领袖孫文从日本启程赴香港與十三省革命黨人會面，商討未來數年的起義大計。清廷闻讯，再次命閻孝國率领杀手前往铲除孙文。革命黨幹部陳少白為了籌備相關事宜而乘船來到香港，準備前往參加友人李玉堂的宴會。李玉堂是個生意成功的廣東富商，這一天是他為了慶祝獨子李重光考上美國大學的日子，陳少白到來祝賀，亦贈送李重光從國外帶來的革命書籍。
陳少白私下告知李玉堂孫文即將要來到香港的消息，也希望他能給予一些資金援助。李玉堂雖對陳少白愈來愈多的需求感到無奈，但仍是答應他的要求。重光散發革命傳單，與老父發生衝突。玉堂事後質問陳少白，強調自己出錢不出力的原則，更不願意自己的兒子因革命而捲入危機。陳少白雖不認同玉堂干涉重光的行為，但最後仍是答應不讓重光捲入。
陳少白告別玉堂後，找到戏班首领方天。方天等人曾是清軍将士，因抗擊八國聯軍被朝廷降罪逃亡香港。陳少白希望他們能參加護衛孫文的行動，方天答應助陳一臂之力。閻孝國从被收買的港警瀋重陽处收到情報，搶先一步血洗戲班，只有方天之女方紅逃脫。陳少白亦被曾是自己學生、受過新式教育的閻孝國監禁。方天等三十人的死與陳少白的失蹤給予李玉堂很大的衝擊。而隔日，港英警司史密夫奉上級之命查抄《中國日報》報館，使李玉堂的憤怒終於爆發，决意代替陳少白策劃保護孫文的行動。
李玉堂找上了因故潦倒的乞丐劉郁白，找回了他的傳家鐵扇，以請求他的幫忙。還有正直熱血的高大男子“臭豆腐”王復明、承接父親遺志的方紅，以及李家的車夫阿四等人，均答應參加保護孫文的行動。在大行動展開之前，李玉堂答應了阿四的請求，替他向心爱的姑娘阿純提親。而李玉堂的小妾月茹為保護玉堂的安危，找到過去的前夫、為閻孝國效命的瀋重陽，要求他保護李玉堂。瀋重陽起初拒絕，但月茹卻說，當初之所以改嫁給李玉堂，是為了她與瀋重陽的女兒。兩人八年的夫妻生活都因瀋重陽好賭成癡而陷入窮困，月茹雖因為愛著他而選擇認命，但她不能讓女兒跟著她受苦，所以離開了終日渾渾噩噩的瀋重陽。
陳少白刺傷自己引看守之人前來，趁其不備得以逃脫。他告訴李玉堂，為保證孫文安全，需安排替身頂替。選替身時正好選中了李重光，陳少白雖因為對朋友的承諾而立即反對，但重光决心已定。
孫文到達之日，眾人按照計畫行動。在通過街道時，數柄十字弓對準了護送孫文的隊伍，隨即箭如雨下，揭開了刺客與護衛間慘烈攻防戰的序幕。王復明被眾殺手圍攻，力战身亡。接孫文的隊伍在闖過幾條街區之後，將孫文平安送到會議地點，而擔任替身的重光不顧阿四的勸阻毅然加入。於十點整時，一行人再度出發。作為誘餌的重光等人必須堅持一個小時，以使会议顺利进行。
方紅發現了殺父仇人，追入他們的店鋪，引爆炸藥与清廷杀手同歸於盡。瀋重阳在关键时刻开枪救下众人。閻孝国见瀋反水，派人追殺。瀋重阳且戰且逃，終將追來的殺手擊斃。
史密夫與香港皇家警察亦加入保护队伍，護送一行人通过数条街道。重光等人進入孫母的宅邸，由劉郁白在外抵擋。刘郁白击败大批清廷杀手，但自己也身受重伤，被随后赶来的阎孝国所杀。重光等由地道逃跑，閻孝国騎馬追至，已筋疲力竭的瀋重陽用盡最後一口氣将阎孝国撞下馬来，阿四亦为拖住阎而身亡。阎孝国終於追上了陳少白所拉的車子，将车中的李重光刺死，陳少白举枪將閻孝国擊斃。李玉堂趕到，終於看見了為了扮演孫文而死的重光...
孙文在众人拼死保护下顺利离港。数年之间，由孙文等人领导的辛亥革命爆发，清王朝灭亡，结束了中国两千余年的封建时代。

## 演員

### 主要演員
| 演員   | 角色名字         | 身分關係                                                                      | 暱稱   |
| 張學友 | 杨衢云           | 興中會首任會長，作為開場人物被清廷殺手阎孝国暗殺                              |        |
| 黎明   | 刘郁白           | 曾是贵公子，如今沦为乞丐，扬州人                                              | 劉公子 |
| 梁家輝 | 秦少白（陈少白） | 《中国日报》社长 革命党人                                                     |        |
| 甄子丹 | 沈重阳           | 嗜赌如命的警察                                                                |        |
| 谢霆锋 | 邓四弟           | 对李家父子忠心耿耿的车夫，香山县人                                            | 阿四   |
| 王学圻 | 李玉堂（李煜堂） | 大商人 陈少白好友                                                             |        |
| 曾志伟 | 史密夫           | 殖民地華裔警察司，为人世故，但同情革命人士。                                  |        |
| 胡军   | 阎孝国           | 由清政府派往香港刺杀孙中山的殺手，陳少白的學生。                              |        |
| 王柏杰 | 李重光（李自重） | 李玉堂17岁的独子，太原人 史實中的李自重並沒有如電影改編壯烈犧牲，而是長壽以終 |        |
| 巴特尔 | 王复明           | 被少林寺逐出山门 靠卖炸臭豆腐为生的小贩，郑州人                               | 臭豆腐 |
| 范冰冰 | 月 茹            | 李玉堂的四太太（沈重阳的前妻） 粵語版本由葉璇聲演                             |        |
| 李宇春 | 方 红            | 方天之女，天津人 因父亲被杀而欲替父报仇的戏班打女 粵語版本由徐子珊聲演        |        |
| 张涵予 | 孫中山           | 革命党领袖                                                                    |        |
| 任达华 | 方 天            | 被清廷通緝而逃到香港的清軍將領，曾帶兵抵抗八國聯軍（方红之父），天津人        |        |
| 周韵   | 阿 纯            | 殘疾少女，是阿四的恋人                                                        |        |
| 吕中   | 楊 氏            | 孙中山的母亲                                                                  |        |
| 李嘉欣 |                  | 刘郁白爱的女人（友情客串）                                                    |        |
| 岑建勳 | 張大友           | 攝影師 阿純的父親（友情客串）                                                 |        |

### 其他演員
| 演員          | 角色名字 | 身分關係   | 暱稱 |
| 刘广宁        | 慈禧太后 |            |      |
| 张建亚        | 冯老板   |            |      |
| 方 歌         | 太监总管 |            |      |
| 区 宁         | 黄世仲   |            |      |
| 许守钦        | 谭 九    |            |      |
| 汪亚潮        | 包 十    |            |      |
| 麦咏麟        |          | 赌场庄家   |      |
| 韦奕波        | 容 开    |            |      |
| 常 荻         |          | 警察头目   |      |
| 黄建业        |          | 遇害警察   |      |
| 黄伟亮        |          | 遇害警察   |      |
| Philip Vasels |          | 史密夫上司 |      |
| 行 宇         | 黑 满    | 杀手       |      |
| 李 康         | 萨镇山   | 杀手       |      |
| 车剑辉        | 侯 勝    | 杀手       |      |
| 杜宇航        | 聂忠清   | 杀手       |      |
| 伍允龙        | 白 缺    | 杀手       |      |

## 電影歌曲
| 曲別   | 歌名             | 作曲   | 作詞   | 演唱   |
| ------ | ---------------- | ------ | ------ | ------ |
| 主題曲 | 《粉末》（國語） | 陳光榮 | 岑偉宗 | 李宇春 |

## 拍摄过程
電影先於2009年4月在上海開拍，雲集多位著名演員，爲了場景的逼真，搭建了一座投資約四千五百萬港元的香港中環1900年代建築風格的影視城。

## 各地電影分級度
| 國家／地區 | 級別  |
| ---------- | ----- |
| 香港       | IIB   |
| 澳門       | C     |
| 澳洲       | MA15+ |
| 台灣       | 輔    |
| 新加坡     | NC16  |
| 馬來西亞   | 18SG  |

## 出品公司
- 中国电影集团公司
- 上海文广新闻传媒集团
- 江苏省广播电视总台
- 广东南方广播影视传媒集团
- 雅信荣睿影视投资有限公司
- 北京保利华亿传媒文化有限公司
- 天娱传媒有限公司
- 人人电影有限公司
- 北京保利博纳电影发行有限公司

## 獎項及提名
| 頒獎典禮                       | 獎項                 | 名單                                                  | 結果 |
| ------------------------------ | -------------------- | ----------------------------------------------------- | ---- |
| 第16屆香港電影評論學會大獎     | 最佳電影             | 不適用                                                | 提名 |
| 第16屆香港電影評論學會大獎     | 最佳男演員           | 王學圻                                                | 獲獎 |
| 第16屆香港電影評論學會大獎     | 推薦電影             | 不適用                                                | 獲獎 |
| 2009年度香港電影導演會年度大獎 | 年度推介电影         | 不適用                                                | 獲獎 |
| 2009年度香港電影導演會年度大獎 | 年度杰出导演         | 陈德森                                                | 獲獎 |
| 2009年度香港電影導演會年度大獎 | 年度新晋演员         | 李宇春                                                | 金   |
| 第4屆亞洲電影大獎              | 最佳電影             | 不適用                                                | 提名 |
| 第4屆亞洲電影大獎              | 最佳男主角           | 王學圻                                                | 獲獎 |
| 第4屆亞洲電影大獎              | 最佳男配角           | 謝霆鋒                                                | 獲獎 |
| 第4屆亞洲電影大獎              | 最佳新演員           | 李宇春                                                | 提名 |
| 第4屆亞洲電影大獎              | 最佳美術指導         | 麥國強                                                | 提名 |
| 第4屆亞洲電影大獎              | 最佳服裝設計         | 吳里璐                                                | 提名 |
| 第29屆香港電影金像獎           | 最佳電影             | 不適用                                                | 獲獎 |
| 第29屆香港電影金像獎           | 最佳導演             | 陳德森                                                | 獲獎 |
| 第29屆香港電影金像獎           | 最佳編劇             | 郭俊立、秦天南、 陳嘉儀、陳銅民                       | 提名 |
| 第29屆香港電影金像獎           | 最佳男主角           | 王學圻                                                | 提名 |
| 第29屆香港電影金像獎           | 最佳男配角           | 梁家輝                                                | 提名 |
| 第29屆香港電影金像獎           | 最佳男配角           | 謝霆鋒                                                | 獲獎 |
| 第29屆香港電影金像獎           | 最佳女配角           | 范冰冰                                                | 提名 |
| 第29屆香港電影金像獎           | 最佳女配角           | 李宇春                                                | 提名 |
| 第29屆香港電影金像獎           | 最佳新演員           | 李宇春                                                | 提名 |
| 第29屆香港電影金像獎           | 最佳攝影             | 黃岳泰                                                | 獲獎 |
| 第29屆香港電影金像獎           | 最佳剪接             | 許宏宇、黃 海                                         | 提名 |
| 第29屆香港電影金像獎           | 最佳美術指導         | 麥國強                                                | 獲獎 |
| 第29屆香港電影金像獎           | 最佳服裝造型設計     | 吳里璐                                                | 獲獎 |
| 第29屆香港電影金像獎           | 最佳動作設計         | 董 瑋、李達超                                         | 獲獎 |
| 第29屆香港電影金像獎           | 最佳音響效果         | 曾景祥、李耀強                                        | 提名 |
| 第29屆香港電影金像獎           | 最佳視覺效果         | 吳炫輝、鄒志盛、 譚志偉、翁國賢                       | 提名 |
| 第29屆香港電影金像獎           | 最佳原創電影音樂     | 陳光榮、金培達                                        | 獲獎 |
| 第29屆香港電影金像獎           | 最佳原創電影歌曲     | 《粉末》 - 作曲：陳光榮 - 填詞：岑偉宗 - 主唱：李宇春 | 提名 |
| 第10屆华语电影传媒大奖         | 最佳電影             | 不適用                                                | 提名 |
| 第10屆华语电影传媒大奖         | 最佳男主角           | 王學圻                                                | 提名 |
| 第10屆华语电影传媒大奖         | 最佳男配角           | 謝霆鋒                                                | 提名 |
| 第10屆华语电影传媒大奖         | 最佳新演員           | 李宇春                                                | 提名 |
| 第10屆华语电影传媒大奖         | 百家傳媒年度致敬電影 | 不適用                                                | 提名 |
| 第47屆金馬獎                   | 最佳劇情片           | 不適用                                                | 提名 |
| 第47屆金馬獎                   | 最佳導演             | 陳德森                                                | 提名 |
| 第47屆金馬獎                   | 最佳男主角           | 王學圻                                                | 提名 |
| 第47屆金馬獎                   | 最佳男配角           | 謝霆鋒                                                | 提名 |
| 第47屆金馬獎                   | 最佳攝影             | 黃岳泰                                                | 提名 |
| 第47屆金馬獎                   | 最佳視覺效果         | 吳炫輝、鄒志盛、 譚志偉、翁國賢                       | 提名 |
| 第47屆金馬獎                   | 最佳造型設計         | 吳里璐                                                | 獲獎 |
| 第47屆金馬獎                   | 最佳動作設計         | 董 瑋、李達超                                         | 提名 |
| 第47屆金馬獎                   | 最佳剪輯             | 許宏宇、黃 海                                         | 提名 |